# Дворкин, Андреа
Андреа Рита Дворкин (англ. Andrea Rita Dworkin; 26 сентября 1946[…], Камден, Нью-Джерси, США — 9 апреля 2005[…], Вашингтон, США) — американская радикальная феминистка и писательница, получившая широкую известность из-за своего отношения к порнографии, которая, согласно её мнению, тесно связана с изнасилованием и другими формами насилия над женщинами.
Начав свою общественную деятельность в 1960-х годах как участница антивоенного движения и анархистка, Дворкин позже стала радикальной феминистской и опубликовала 10 книг по теории и практике радикального феминизма. В конце 70-х и в начале 80-х годов была выразительницей феминистского движения против порнографии, а её трактаты о порнографии и сексуальности, особенно «Порнография: мужчины обладают женщинами» (англ. Pornography: Men Possessing Women) и «Половая связь» (англ. Intercourse), обратили на себя внимание американской общественности.

## Детство, образование и воспитание
Андреа Дворкин родилась в Кэмдене, штат Нью-Джерси, в еврейской семье. Родители: Сильвия Шпигель и Гарри Дворкин. У неё был младший брат Марк. Отец Дворкин был школьным учителем и убеждённым социалистом, от которого, по её мнению, она восприняла своё горячее стремление к социальной справедливости. Её отношения с матерью были напряжёнными, но, как позже писала Дворкин, то, что её мать была сторонницей легализации средств контроля над рождаемостью и абортов «задолго до того, как эта идея стала популярной в обществе», повлияло на её дальнейшую деятельность.
По воспоминаниям Дворкин, её детство до девяти лет, то есть до того момента, когда она стала жертвой попытки изнасилования со стороны незнакомого мужчины в кинотеатре, было вполне безоблачным. Когда Дворкин было десять, её семья переехала из города в пригород Черри-Хилла, штат Нью-Джерси, что, как она позднее писала: «я ощущала так, словно меня похитили инопланетяне и посадили в исправительную колонию». В шестом классе администрация школы наказала её за отказ исполнять песню «Тихая ночь» (как иудейка она возражала против того, чтобы её заставляли в школе петь христианские религиозные песни).
Дворкин начала писать стихи и прозу в шестом классе. В старшей школе она с жадностью читала много книг, что поощряли её родители. Особенно на неё повлияли Артюр Рембо, Шарль Бодлер, Генри Миллер, Фёдор Достоевский, Че Гевара и битники, особенно Аллен Гинсберг.

### Учёба в колледже и начало политической деятельности
В 1965 году, во время учёбы в Беннингтонском колледже, Дворкин была арестована на демонстрации против войны во Вьетнаме и помещена в Нью-Йоркскую женскую камеру предварительного заключения. Тюремные врачи провели ей гинекологический осмотр настолько грубо, что несколько дней после этого у неё продолжалось кровотечение. Дворкин публично рассказывала об этом инциденте и дала показания перед большим жюри, которое отказало ей в возбуждении уголовного дела. Однако случай получил освещение в национальных и международных СМИ. Свидетельство Дворкин сыграло роль в общественной кампании против жестокого обращения с заключёнными. Через семь лет под давлением общественности тюрьма была закрыта.
Вскоре после слушаний в большом жюри Дворкин оставила учёбу в Беннингтоне и уехала в Грецию. Некоторое время она жила на Крите, где написала серию поэм «Вариации на тему Вьетнамской войны», сборник поэм и стихотворений в прозе, изданных на Крите под общим названием «Ребёнок», и роман «Записки о горящем друге» в стиле, напоминающем магический реализм, в котором шла речь о пацифисте Нормане Моррисоне, совершившем самосожжение в знак протеста против войны во Вьетнаме. Несколько поэм и диалогов, напечатанных там, Дворкин вручную напечатала по возвращении на родину под названием «Утренние волосы».
Вернувшись с Крита, Дворкин продолжала изучать литературу в Беннингтоне. Она участвовала в кампаниях против кодекса поведения учащихся колледжа, за доступность контрацепции в кампусе, за легализацию аборта и против войны во Вьетнаме. Она окончила колледж по специальности «литература» в 1968 году.

## Жизнь в Нидерландах
После окончания колледжа Дворкин поехала в Амстердам, чтобы взять интервью у голландских анархистов из контркультурного движения «Прово». Там она познакомилась с одним из анархистов и вышла за него замуж. Вскоре после свадьбы он начал жестоко обращаться с ней: тушил о неё сигареты, бил её кулаками и ногами, деревянным брусом по коленям и головой об стол, пока она не теряла сознание.

## Отношения с Джоном Столтенбергом
В 1974 году Дворкин познакомилась с писателем и активистом Джоном Столтенбергом. Встреча произошла в Гринвич-Виллидж, когда они ушли с чтения стихов, на котором звучали женоненавистнические материалы. Они стали близкими друзьями и в конце концов начали жить вместе. Столтенберг написал ряд радикально-феминистских книг и статей о маскулинности. Хотя Дворкин открыто писала «Я люблю Джона сердцем и душой», а Столтенберг говорил, что Дворкин была «любовью его жизни», они продолжали открыто идентифицировать себя как лесбиянка и гей. Столтенберг, рассказывая о растерянности, которую его отношения с Дворкин вызывали у людей прессы, так определил их: «Таким образом, я публично подтверждаю только эти простейшие факты: да, Андреа и я живём вместе и любим друг друга, мы спутники жизни друг друга, и при этом мы открытые лесбиянка и гей».
Дворкин и Столтенберг поженились в 1998 году; после её смерти Столтенберг сказал: «Именно поэтому мы на самом деле никогда не рассказывали никому, что мы женаты. Люди неправильно понимают это. В таких случаях они думают: „О, она принадлежит тебе“. У нас же просто не было желания слышать этот абсурд».

## Критика порнографии
Говоря об Андреа Дворкин, чаще всего вспоминают о той роли, которую её выступления, сочинения и общественная деятельность сыграли в становлении и развитии феминистского движения против порнографии. В 1976 году Дворкин сыграла ведущую роль в организации пикетов против показа фильма «Снафф» в Нью-Йорке, а осенью того же года вместе с Адриенной Рич, Грейс Пейли, Глорией Стайнем, Шир Хайт, Луи Гулд, Барбарой Деминг, Карлой Джей, Летти Коттин Погребин, Робин Морган и Сьюзен Браунмиллер попыталась создать радикально-феминистскую группу против порнографии. Члены группы в конце концов создали в 1979 году организацию Женщины против порнографии, но к тому времени Дворкин начала дистанцироваться от неё из-за разности в подходах. Дворкин выступала на первом марше «Вернуть себе ночь» в ноябре 1978 года и участвовала в марше 3000 женщин по кварталу красных фонарей в Сан-Франциско.
В 1979 году Дворкин опубликовала книгу «Порнография: мужчины обладают женщинами», в которой она анализирует (с привлечением многочисленных примеров) современную и историческую порнографию как индустрию дегуманизации, основанную на ненависти к женщине. Согласно анализу Дворкин, порнография участвует в насилии над женщинами — как в процессе своего создания (через жестокое обращение с женщинами, участвующими в её съёмках), так и социальными последствиями её употребления, поощряя мужчин эротизировать доминирование, унижение и жестокое обращение с женщинами.

## Гражданско-правовой закон против порнографии
В 1980 году Линда Боримэн (снимавшаяся в порнографическом фильме «Глубокая глотка» под псевдонимом Линда Лавлейс) публично заявила о том, что её бывший супруг Чак Трейнор избивал и насиловал её, а также насильственно принуждал сниматься в «Глубокой глотке» и других порнографических фильмах. Боримэн сделала эти обвинения на пресс-конференции в присутствии Дворкин, адвоката-феминистки Кэтрин Маккиннон и членов движения «Женщины против порнографии». После пресс-конференции Дворкин, МакКиннон, Глория Стайнем и Боримэн начали обсуждение возможности использования федерального закона о гражданских правах с тем, чтобы добиться от Трейнора и изготовителей «Глубокой глотки» возмещения ущерба. Боримэн заинтересовалась этим, но Стайнем обнаружила, что срок давности по возможному иску уже истёк.
Дворкин и МакКиннон, однако, продолжали обсуждать возможность борьбы с порнографией с помощью судебных исков.

## Женщины правого крыла
В 1983 году Дворкин опубликовала книгу «Женщины правого крыла: политика одомашнивания женщин», в которой она исследовала причины того, почему находятся женщины, которые сотрудничают с мужчинами в борьбе за ограничение женской свободы. В предисловии к британскому изданию Дворкин пишет, что новые правые в Соединённых Штатах особенно озабочены сохранением мужской власти в семье, распространением фундаменталистских версий правоверных религий, противодействием абортам и сопротивлением попыткам противостоять домашнему насилию; но также они первые, кому «удалось заставить женщин как женщин (то есть женщин, которые утверждают, что они действуют в интересах женщин как группы) успешно работать ради власти мужчин над женщинами, ради иерархии, в которой женщины — служебные существа по отношению к мужчинам, ради того, чтобы женщины были законной собственностью мужчин, ради религии как выражения трансцендентной мужской власти». Ставя эту проблему в своей книге, Дворкин задаёт вопрос: «Почему женщины правого крыла ведут агитацию за собственное подчинение? Каким образом правое движение, которое контролируют мужчины, заручается их симпатией и лояльностью? И почему женщины правого крыла действительно ненавидят борьбу, которую феминистки ведут за их равенство?»

## Взгляды на трансгендерность и эссенциализм
Дворкин рассматривала гендерно-подтверждающие операции как право трансгендерных людей. В своем письме Дженис Реймонд с критикой «Транссексуальной империи» Дворкин отмечала, что трансгендерные люди, которых она встречала в Европе (и которых она назвала «крохотным, жестоко преследуемым меньшинством»), «воспринимали свои страдания как настоящие» и сравнивали свой опыт с опытом евреев и женщин. Дворкин также заявляла, что концепция «двух полярных, противоположных полов» — это миф.

## Беллетристика
Дворкин опубликовала три художественные книги, уже получив известность как теоретичка и активистка феминизма. В 1980 она опубликовала собрание коротких историй «Разбитое сердце новой женщины». Первый её опубликованный роман, «Лёд и пламя», был издан в Соединённом Королевстве в 1986 году. Написанный от первого лица, этот роман полон описаний насилия и жестокости; по утверждению Сьюзи Брайт, он представляет собой переработку одной из самых известных работ маркиза де Сада, «Жюльетты», в свете современной феминистской теории. Дворкин, однако, стремилась изображать вред, который мужчины причиняют женщинам, как нормализованную политическую практику, а не как проявление эксцентрического эротизма. Второй роман Дворкин, «Милость», был опубликован в 1990 году, также в Соединённом Королевстве.
Короткие рассказы и романы Дворкин часто включают элементы её собственной жизни и темы, затронутые в её публицистических произведениях, о которых иногда говорится от первого лица. Критики иногда цитировали отрывки из речей персонажей «Льда и пламени» в качестве примера собственных взглядов Дворкин. Сама она, однако, писала: «Моя беллетристика — это не автобиография. Я не выставляю на свет свою жизнь, не показываю себя, не прошу, чтобы меня простили, и не хочу исповедаться. Но я использовала всё, что я знаю, — свою жизнь — с тем, чтобы показать то, что, я верю, показать нужно, чтобы это могло быть увиденным. Императив, лежащий в основе моих сочинений, — то, что должно быть сделано, — напрямую вытекает из всей моей жизни. Но я не показываю эту жизнь непосредственно, как она есть; и даже не смотрю на неё, подобно другим».

## Позднейшая деятельность

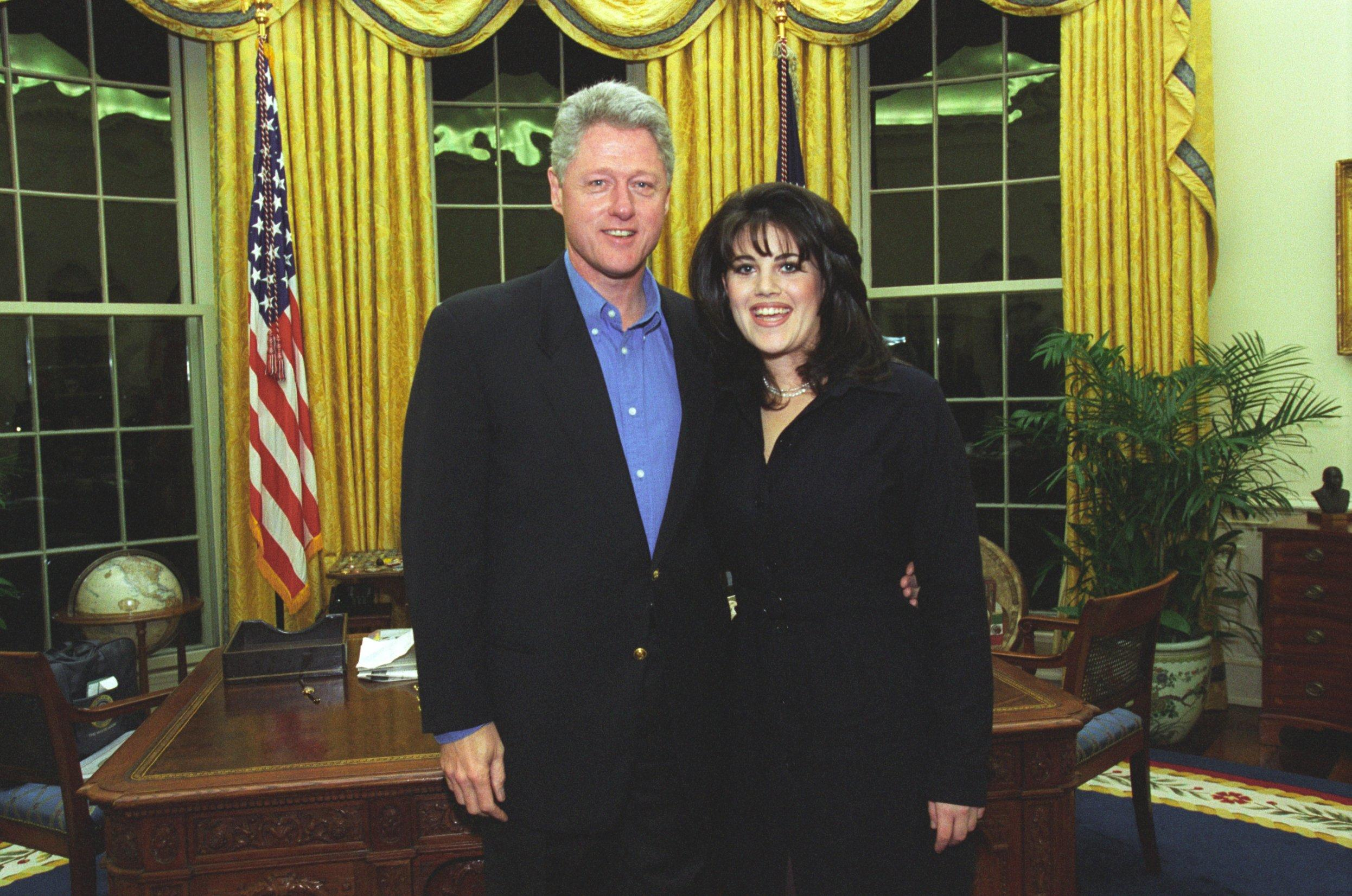
Билл Клинтон и Моника Левински в 1997 году

В том же году «Книжное обозрение Нью-Йорк Таймс» опубликовало развёрнутое письмо Дворкин, в котором она описывает происхождение своей глубокой ненависти к проституции и порнографии («массово производимой, технологизированной проституции»), рассказав, как её подвергали насильственному осмотру тюремные врачи, избивал её первый муж и многие другие мужчины.
Во время скандала с Моникой Левински Дворкин выступила категорической противницей Билла Клинтона. Она также выразила свою поддержку Поле Джонс и Джуаните Броаддрик.
В 2000 году Дворкин опубликовала книгу «Козёл отпущения: евреи, Израиль и освобождение женщин», в которой она сравнивала угнетение женщин с преследованием евреев, обсуждала сексуальную составляющую в политике еврейской идентичности и в антисемитизме и призывала к созданию женского государства в качестве ответа на угнетение женщин.
В июне 2000 года в «Нью-Стейтсмен» и «Гардиан» были опубликованы статьи Дворкин, в которых она писала, что в прошедшем году один или несколько мужчин изнасиловали её в её гостиничном номере в Париже, подсыпав ей в питье оксибутират натрия. Отклики на статью были противоречивы. Катарина Беннетт и Джулия Грейсн открыто выразили сомнение в достоверности утверждений Дворкин, что вызвало размежевание мнений между скептиками и сторонниками Дворкин, среди которых были Кэтрин МакКиннон, Кэтрин Винер и Глория Стайнем.
В 2002 году Дворкин опубликовала автобиографию «Разрыв сердца: политические воспоминания воинствующей феминистки». Вскоре она снова начала произносить речи и писать, и в 2004 году в интервью Джулии Биндел сказала: «Я думала, что меня добили, но сейчас я снова чувствую в себе жизненные силы. Я по-прежнему хочу приносить женщинам пользу». Дворкин опубликовала ещё три статьи в Гардиан и начала работу над новой книгой, «Пишущая Америка: как писатели изобрели нацию и разделили её по полу», в которой она анализировала роль таких писателей, как Эрнест Хемингуэй и Уильям Фолкнер, в развитии американской политической и культурной идентичности. Эта книга осталась незавершённой.

## Болезнь и смерть
В последние годы своей жизни  Дворкин очень страдала от остеоартрита коленных суставов и резко выраженного ожирения, следствием которого было неуклонное прогрессирование остеоартрита. Через короткое время после возвращения из Парижа в 1999 году она была госпитализирована с высокой температурой и тромбами в венах нижних конечностей. Через несколько месяцев после того, как её выписали, она потеряла способность сгибать колени и прибегла к операции, в результате которой ей поставили титановые и пластиковые протезы.
Она умерла во сне утром 9 апреля 2005 года у себя дома в Вашингтоне.

## Наследие и критика
Дворкин была автором десяти книг по радикально-феминистской теории и множества статей и речей. В конце 1970-х и в 1980-х годах Дворкин была одной из самых влиятельных представительниц американского радикального феминизма.

### Нон-фикшн

#### Единственный автор
- Woman Hating. — New York : Penguin Books, 1974. — ISBN 978-0452268272.
- Our Blood: Prophecies and Discourses on Sexual Politics. — New York : Harper & Row, 1976. — ISBN 978-0060111168.
- Pornography: Men Possessing Women. — London : Women's Press, 1981. — ISBN 978-0704338760.
- Right-Wing Women: The Politics of Domesticated Females. — London : Women's Press, 1983. — ISBN 978-0704339071.
- Intercourse. — New York : Free Press, 1987. — ISBN 978-0029079706.
- Letters from a War Zone: Writings, 1976–1989. — New York : E.P. Dutton, 1989. — ISBN 978-0525248248.
- Life and Death: Unapologetic Writings on the Continuing War Against Women. — London : Virago, 1997. — ISBN 978-1860493607.
- Scapegoat: The Jews, Israel, and Women's Liberation. — New York : Free Press, 2000. — ISBN 978-0684836126.
- Heartbreak: The Political Memoir of a Feminist Militant. — New York : Basic Books, 2002. — ISBN 978-0465017546.

#### В соавторстве сКэтрин Маккиннон
- The Reasons Why: Essays on the New Civil Rights Law Recognizing Pornography as Sex Discrimination. — New York : Women Against Pornography, 1985.

Включает в себя:
- Dworkin, Andrea (Spring 1985). Against the Male Flood: Censorship, Pornography, and Equality. Harvard Journal of Law & Gender. 8: 1–30.

- Pornography and Civil Rights: A New Day for Women's Equality. — Minneapolis, Minnesota : Organizing Against Pornography, 1988. — ISBN 9780962184901.
- In Harm’s Way: The Pornography Civil Rights Hearings, Dworkin, Andrea; MacKinnon, Catharine A., eds. Boston: Harvard University Press. 1998. ISBN 9780674445796

#### Антологии
- Last Days at Hot Slit: The Radical Feminism of Andrea Dworkin, Fateman, Joanna; Scholder, Amy, eds. Cambridge: The MIT Press. 2019. ISBN 9781635900804

#### Главы в других антологиях
- The price we pay: the case against racist speech, hate propaganda, and pornography. — New York : Hill and Wang, 1995. — ISBN 978-0809015771.
- Bell, Diane, & Renate Klein, eds. (1996). «Dworkin on Dworkin». Radically Speaking: Feminism Reclaimed (N. Melbourne, Vic., Australia: Spinifex. pp 203–0217. ISBN 1-875559-38-8.
- Feminism and sexuality: a reader. — New York : Columbia University Press, 1996. — P. 57–61. — ISBN 978-0231107082.
- Feminism and sexuality: a reader. — New York : Columbia University Press, 1996. — P. 297–299. — ISBN 978-0231107082.
- Sisterhood is forever: the women's anthology for a new millennium. — New York : Washington Square Press, 2003. — P. 58–69. — ISBN 978-0743466271.

### Художественная проза
- the new womans broken heart: short stories. — East Palo Alto, CA : Frog in the Well, 1980. — ISBN 978-0960362806.
- Ice and fire: a novel. — London : Secker & Warburg, 1986. — ISBN 978-0436139604.
- Mercy. — New York : Four Walls Eight Windows, 1991. — ISBN 978-0941423694.

### Поэзия
- Child. — Crete : Heraklion, 1966.
- Morning hair. — Philadelphia : Philadelphia College of Art, 1967.

### Статьи
- Marx and Gandhi were liberals: feminism and the "radical" left. — East Palo Alto, CA : Frog in the Well, 1977.
- Why so-called radical men love and need pornography. — East Palo Alto, CA : Frog in the Well, 1978.
- Against the male flood: censorship, pornography, and equality. Harvard Journal of Law & Gender. 8: 1–30. Spring 1985.
- Pornography is a Civil Rights Issue for Women. — Minneapolis, MN : Organizing Against Pornography, 1986.
- Pornography is a civil rights issue for women. No Status Quo. Nikki Craft. 1986.
- The ACLU: bait and switch. Yale Journal of Law and Feminism. 1 (1): 37–40. Spring 1989.
- Prostitution and male supremacy. Michigan Journal of Gender and Law. 1: 1–12. 1993.
- Are you listening, Hillary? President Rape is who he is. — 1999.
- Excerpt with Note from John Stoltenberg, May 25, 2007
- Book review: A good rape. New Statesman. 30 июня 2003.
- Рецензия на книгу «Счастливая» Элис Сиболд, ISBN 978-0684857824
- Book review: Out of the closet. New Statesman. 22 сентября 2003.
- Рецензия на книгу Normal: transsexual CEOs, cross-dressing cops, and hermaphrodites with attitude Эми Блум, ISBN 978-0679456520
- The day I was drugged and raped. New Statesman. 4 марта 2013.

### На русском языке
Статьи
- А. Дворкин. ГИноцид, или китайское бинтование ног // Антология гендерной теории / пер. с англ. И. Караичевой. — Минск: Пропилеи, 2000. — С. 7—28. — ISBN 985-6329-32-9.
- А. Дворкин. Порнография. Мужчины обладают женщинами // Введение в гендерные исследования Ч. II: Хрестоматия / под ред. С.В. Жеребкина. — Харьков—СПб.: ХЦГИ—Алетейя, 2001. — С. 201—213. — ISBN 5-89329-422-Х.

## Преступление с использованием преступницей фамилии писательницы в России
Стрельба в детском саду Красноярска произошла 28 марта 2022 года. Полина Платоновна Дворкина (при рождении — Софья Олеговна Кечина) совершила первое преступление в России на почве мизандрии и феминистской идеологии. В отношении Дворкиной возбудили уголовное дело по статьям о покушении на убийство двух и более лиц, в том числе малолетних, и об убийстве её отца. Следствие установило, что девушка, являясь приверженкой радикального феминизма, планировала убить всех детей мужского пола в детском саду.